# Tabata Amaral
Tabata Amaral, née le 14 novembre 1993 à São Paulo, est une femme politique brésilienne, députée fédérale depuis février 2019,.

## Biographie

### Formation
Issue d'un milieu populaire de l'état de Sao Paulo, Tabata Amaral bénéficie d'une bourse d'études du fait de ses excellents résultats et est partie étudier à l'université Harvard,. Elle termine ses études de science politique et d'astrophysique en 2016,.

### Carrière politique
Tabata Amaral est élue députée aux élections générales brésiliennes de 2018 avec une campagne centrée sur l’accès à l'éducation.
S'appuyant sur son expérience de militante pour l'éducation, elle est reconnue pour être en partie responsable de la destitution de Ricardo Vélez Rodríguez en tant que ministre de l'Éducation dans le gouvernement Bolsonaro.
Elle a néanmoins souffert de critiques en raison de sa prise de position sur la réforme des retraites brésiliennes puisque celle-ci était portée par Jair Bolsonaro. La gauche brésilienne s'étant majoritairement positionnée contre cette réforme, elle a fait l'objet de vives accusations de trahison à la suite de son vote en faveur de la réforme. Elle est temporairement  suspendue du parti. Tabata Amaral s'en est expliquée en recourant à des notions économiques qui n'entravaient selon elle nullement ses convictions humanistes.
Le 16 septembre 2021, elle quitte le PDT pour rejoindre le PSB,, après que la commission électorale lui donne son accord pour conserver son siège.
Elle est réélue députée lors des élections parlementaires de 2022 avec l'étiquette du PSB.

### Prises de position
Tabata Amaral milite en faveur de l'éducation pour tous au Brésil,.
Elle se montre très active sur les réseaux sociaux, exerguant la jeunesse à se mobiliser pour les "causes justes". Parmi ses plus récentes prises de position se trouvent l'anti-racisme, le droit à l'éducation pour tous, l'égalité homme-femme.
Tabata Amaral est devenue une figure influente de la vie politique brésilienne, et même internationale puisqu'elle a été citée parmi les 100 femmes les plus influentes au monde par le Times ainsi que sur la 100 Women de la BBC en 2019.